# Murciano Rodríguez
Manuel Rodríguez Perellón (Totana, Murcia, España, 26 de diciembre de 1949) es un exfutbolista español que se desempeñaba como centrocampista.

## Clubes
| Club              | País   | Año       |
| ----------------- | ------ | --------- |
| Real Murcia C. F. | España | 1968-1976 |